# Scuola europea di Monaco di Baviera

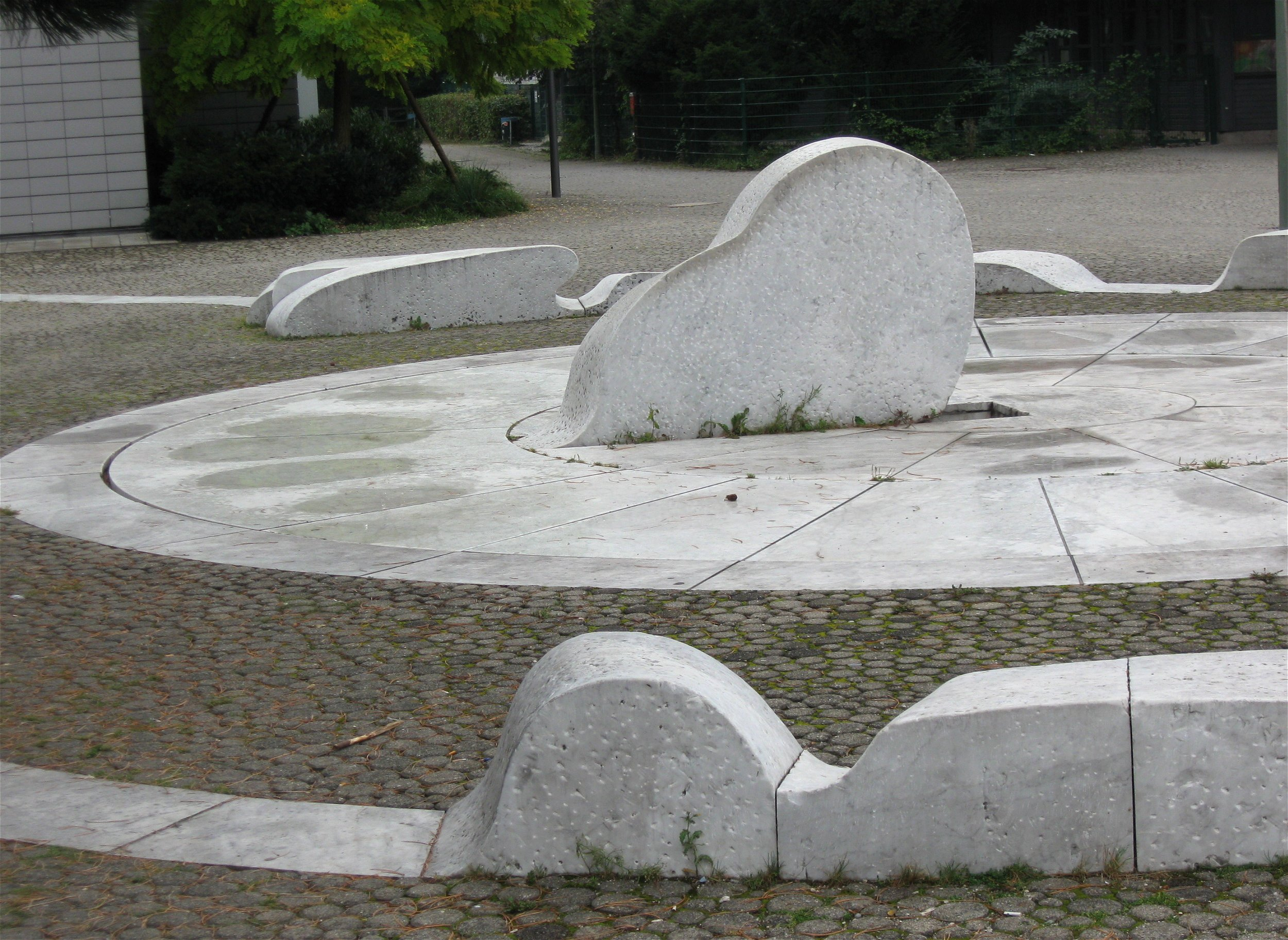
La fontana davanti all'ingresso della scuola

La Scuola europea di Monaco di Baviera (ESM, sigla del tedesco Europäische Schule München) è stata fondata nel 1977, in concomitanza con la creazione dell'Ufficio europeo dei brevetti, allo scopo di offrire ai figli dei dipendenti di questo un'istruzione in lingua madre.
La Scuola europea di Monaco è una delle 14 scuole europee esistenti nell'Unione e una delle tre operanti in Germania (le altre si trovano rispettivamente a Karlsruhe e a Francoforte sul Meno).
A ottobre del 2013, la ESM contava 2063 alunni iscritti e 149 insegnanti, distribuiti tra scuola materna, elementare e secondaria.